# Lincoln County (Tennessee)
Lincoln County je okres ve státě Tennessee v USA. K roku 2010 zde žilo 33 361 obyvatel. Správním městem okresu je Fayetteville. Celková rozloha okresu činí 1 479 km². Na jihu sousedí se státem Alabama.

## Sousední okresy
| Růžice kompasu |                       | Bedford County             | Moore County    | Růžice kompasu |
| Růžice kompasu | Giles County          | Sever                      | Franklin County | Růžice kompasu |
| Růžice kompasu | Giles County          | Lincoln County (Tennessee) | Franklin County | Růžice kompasu |
| Růžice kompasu | Giles County          | Jih                        | Franklin County | Růžice kompasu |
| Růžice kompasu | Limestone County (AL) | Madison County (AL)        | Marshall County | Růžice kompasu |